# Natalya Gorbachova
Natalya Gorbachova (née le 24 juillet 1947 à Vyborg) est une athlète russe, spécialiste du lancer du disque. 
Représentant l'URSS, elle remporte la médaille de bronze du lancer du disque aux championnats d'Europe 1978, devancée par les Est-allemandes Evelin Jahl et Margitta Droese.
Elle se classe 8e des Jeux olympiques de 1976 à Montréal.